# آرایه‌شناسی سیبلی-الکیست پرندگان
آرایه‌شناسی سیبلی–الکیست پرندگان (به انگلیسی: Sibley–Ahlquist taxonomy of birds)، یک آرایه‌شناسی پرندگان است که توسط چارلز سیبلی و جان ای. آهلکیست پیشنهاد شده‌است. این طبقه‌بندی بر اساس مطالعات دورگه‌زایی دی‌ان‌ای-دی‌ان‌ای است که در پایان دههٔ ۱۹۷۰ و در سراسر دههٔ ۱۹۸۰ انجام شده بود.
دورگه‌زایی دی‌ان‌ای-دی‌ان‌دی یکی از دسته‌های از فنون مقایسه‌ای در زیست‌شناسی مولکولی است که داده‌های فاصله (در برابر داده‌های شخصیت) را تولید می‌کند و می‌توان آن را برای تولید بازسازی‌های تبارزایی تنها با استفاده از الگوریتم‌های درخت‌سازی فنتیک تجزیه‌وتحلیل کرد. در دورگه‌زایی دی‌ان‌ای-دی‌ان‌ای، درصد شباهت دی‌ان‌ای بین دو گونه با کاهش پیوند هیدروژنی بین نوکلئوتیدهای دی‌ان‌ای هترودپلکس ناقص تکمیل‌شده (یعنی دی‌ان‌ای‌های دورشته‌ای که به‌طور تجربی از رشته‌های تک‌رشته‌ای از دو گونه مختلف تولید می‌شوند) برآورد می‌شود، که با همسان‌دورشته‌ای (homoduplex) دی‌ان‌ای کاملاً منطبق است (هر دو رشته دی‌ان‌ای از همان گونه).
|  | غازسانان                                                    |
|  |                                                             |
|  | \| \| ماکیان‌سانان \| \| \| \| \| \| Craciformes \| \| \| \| |
|  |                                                             |
|  | ماکیان‌سانان                                                 |
|  |                                                             |
|  | Craciformes                                                 |
|  |                                                             |

|  | ماکیان‌سانان |
|  |             |
|  | Craciformes |
|  |             |

|  | غازسانان                                                    |
|  |                                                             |
|  | \| \| ماکیان‌سانان \| \| \| \| \| \| Craciformes \| \| \| \| |
|  |                                                             |
|  | ماکیان‌سانان                                                 |
|  |                                                             |
|  | Craciformes                                                 |
|  |                                                             |

|  | ماکیان‌سانان |
|  |             |
|  | Craciformes |
|  |             |

|  | غازسانان                                                    |
|  |                                                             |
|  | \| \| ماکیان‌سانان \| \| \| \| \| \| Craciformes \| \| \| \| |
|  |                                                             |
|  | ماکیان‌سانان                                                 |
|  |                                                             |
|  | Craciformes                                                 |
|  |                                                             |

|  | ماکیان‌سانان |
|  |             |
|  | Craciformes |
|  |             |

|  | غازسانان                                                    |
|  |                                                             |
|  | \| \| ماکیان‌سانان \| \| \| \| \| \| Craciformes \| \| \| \| |
|  |                                                             |
|  | ماکیان‌سانان                                                 |
|  |                                                             |
|  | Craciformes                                                 |
|  |                                                             |

|  | ماکیان‌سانان |
|  |             |
|  | Craciformes |
|  |             |

|  | غازسانان                                                    |
|  |                                                             |
|  | \| \| ماکیان‌سانان \| \| \| \| \| \| Craciformes \| \| \| \| |
|  |                                                             |
|  | ماکیان‌سانان                                                 |
|  |                                                             |
|  | Craciformes                                                 |
|  |                                                             |

|  | ماکیان‌سانان |
|  |             |
|  | Craciformes |
|  |             |

|  | غازسانان                                                    |
|  |                                                             |
|  | \| \| ماکیان‌سانان \| \| \| \| \| \| Craciformes \| \| \| \| |
|  |                                                             |
|  | ماکیان‌سانان                                                 |
|  |                                                             |
|  | Craciformes                                                 |
|  |                                                             |

|  | ماکیان‌سانان |
|  |             |
|  | Craciformes |
|  |             |

|  | غازسانان                                                    |
|  |                                                             |
|  | \| \| ماکیان‌سانان \| \| \| \| \| \| Craciformes \| \| \| \| |
|  |                                                             |
|  | ماکیان‌سانان                                                 |
|  |                                                             |
|  | Craciformes                                                 |
|  |                                                             |

|  | ماکیان‌سانان |
|  |             |
|  | Craciformes |
|  |             |

|  | غازسانان                                                    |
|  |                                                             |
|  | \| \| ماکیان‌سانان \| \| \| \| \| \| Craciformes \| \| \| \| |
|  |                                                             |
|  | ماکیان‌سانان                                                 |
|  |                                                             |
|  | Craciformes                                                 |
|  |                                                             |

|  | ماکیان‌سانان |
|  |             |
|  | Craciformes |
|  |             |

## تغییرهای رده‌بندی
نمایش تغییرهای عمده از Clements، راسته‌های سیبلی-الکیست به شرح زیر است:
شترمرغ‌سانان Struthioniformes بی‌تیغه‌های بزرگ‌شده جایگزین راسته‌های Rheiformes (شترمرغان آمریکایی)، Casuariiformes (شترمرغ‌های شاخدار و شترمرغ‌های استرالیایی) و Apterygiformes (کیوی‌ها) و Struthioniformes (شترمرغ‌های آفریقایی) می‌شود.
- وشم‌سانان Tinamiformes (وشم‌ها) بدون تغییر است.
- لک‌لک‌سانان Ciconiiformes این راسته بسیار بزرگ‌شده شامل Sphenisciformes (پنگوئن‌ها)، Gaviiformes (غواص‌سانان)، Podicipediformes (کشیم‌سانان)، Procellariiformes (کبوتردریایی‌سانان)، Pelecaniformes (پلیکان‌ها و وابستگان)، Ciconiiformes (لک‌لک و وابستگان)، شاهین‌سانان (شاخه‌ها) پرندگان کنارآبزی، کاکایی‌ها، پرستودریایی‌ها و ماهی‌گیرک‌ها) و خانواده Pteroclidae (کوکرها).
- غازسانان Anseriformes (مرغابی‌ها و وابستگان) بدون تغییر است.
- ماکیان‌سانان Galliformes اصلاح‌شده. Chachalacas به Craciformes نقل مکان کرد.
- قدقدی‌ها Craciformes جدید و غیره. در گذشته بخشی از Galliformes بود.
- یلوه‌سانان Ralliformes جدید. شامل یلوه‌ها و کرک‌ها. در گذشته بخشی از Gruiformes بود
- کلنگ‌سانان Gruiformes اصلاح‌شده. یلوه‌ها و بلدرچین‌های بوته‌ای به ترتیب به Ralliformes و Turniciformes منتقل شدند.
- بلدرچین‌بوته‌ای‌سانان Turniciformes جدید و غیره. در گذشته بخشی از Gruiformes بود.
- کبوترسانان Columbiformes اصلاح‌شده. کوکرها به لک‌لک‌سانان نقل مکان کرد.
- طوطی‌سانان Psittaciformes طوطی‌کاکلی‌ها و طوطی‌ها بدون تغییر.
- موزخوارسانان Musophagiformesموزخوارها جدید. در گذشته بخشی از کوکوسانان بود.
- کوکوسانان Cuculiformes اصلاح‌شده. موزخوارها به Musophagiformes نقل مکان کرد.
- جغدسانان Strigiformes اصلاح‌شده. بزرگ‌تر شده و شامل Caprimulgiformes می‌شود (شبگردان، بوفچه‌شبگردان، دهان‌قورباغه‌ای‌ها، پرندگان روغنی، پوتو).
- بادخورک‌سانان Apodiformes اصلاح‌شده. مرغ مگس به Trochiliformes نقل مکان کردند.
- مگس‌مرغ‌سانان Trochiliformes جدید. در گذشته بخشی از Apodiformes بود.
- موش‌مرغان Mousebirds بدون تغییر.
- لانه‌کن‌سانان Trogoniformes بدون تغییر.
- سبزقباسانان Coraciiformes اصلاح‌شده.
- هدهدسانان Upupiformes جدید. در گذشته بخشی از Coraciiformes بود.
- نوک‌شاخ‌سانان Bucerotiformes جدید. در گذشته بخشی از Coraciiformes بود.
- رنگین‌تاب‌سانان Galbuliformes جدید شامل رنگین‌تاب‌ها و مرغ‌های پفی. در گذشته بخشی از Piciformes بود.
- دارکوب‌سانان Piciformes اصلاح‌شده
- Passeriformes گنجشک‌سانان بدون تغییر.

برخی از این تغییرها تنظیمات جزئی هستند. به عنوان مثال، سیبلی و الکیست به جای اینکه بادخورک‌ها، یادخورک‌های درختی و مرغ‌های مگس را در همان راسته قرار دهند که شامل هیچ چیز دیگری نمی‌شود، آنها را در همان راسته قرار می‌دهند که شامل هیچ چیز دیگری نمی‌شود، که شامل یک راسته برای مرغ مگس و دیگری برای یادخورک‌ها و یادخورک‌های درختی است. به عبارت دیگر، آنها هنوز هم یادخورک‌ها را نزدیک‌ترین خویشاوندان مرغ مگس می‌دانند.
تغییرهای دیگر بسیار شدیدتر هستند. پنگوئن‌ها به‌طور سنتی از همه پرندگان زنده دیگر دور هستند. به عنوان مثال، وتمور (Wetmore) آن‌ها را به تنهایی در یک بالاراسته قرار داد، در حالی که دیگر پرندگان غیربی‌تیغه‌ای در یک بالاراسته متفاوت هستند. Sibley و Ahlquist، با این حال، پنگوئن‌ها را در همان بالاخانواده غواص‌ها، لوله‌بینی‌ها و پرندگان سینه‌بادکنک جای می‌دهند. بر اساس تجزیه و تحلیل تبارزایی آن‌ها، پنگوئن‌ها به آن پرندگان نزدیک‌تر هستند تا حواصیل‌ها به لک‌لک‌ها.
غازماکیان‌مانان (Galloanseres) (مرغان آبزی و خشکی) مقبولیت گسترده‌ای پیدا کرده‌است. شواهد دی‌ان‌ای سیبلی-آلکیست برای انحصار این گروه با کشف فسیل پرنده وگامرغ (Vegavis iaai)، یک پرنده آبزی اساساً نوین اما عجیب و غریب که حدود ۶۶ تا ۶۸ میلیون سال پیش در نزدیکی کیپ هورن، در سن دایناسورها زندگی می‌کرد، تأیید می‌شود.